# Aire d'attraction de Saint-Lô
L'aire d'attraction de Saint-Lô est un zonage d'étude défini par l'Insee pour caractériser l’influence de la commune de Saint-Lô sur les communes environnantes. Publiée en octobre 2020, elle se substitue à l'aire urbaine de Saint-Lô, qui comportait 37 communes dans le dernier zonage qui remontait à 2010.

## Définition
L'aire d'attraction d'une ville est composée d’un pôle, défini à partir de critères de population et d’emploi ainsi que d’une couronne constituée des communes dont au moins 15 % des actifs travaillent dans le pôle. Le pôle d’attraction constitue ainsi un point de convergence des déplacements domicile-travail,.

## Type et composition
L’aire d'attraction de Saint-Lô est une aire inter-départementale qui comporte 63 communes : 62 situées dans la Manche et 1 dans le Calvados (Lison). 
Elle est catégorisée dans les aires de 50 000 à moins de 200 000 habitants, une catégorie qui regroupe 18,4 % au niveau national.

### Carte

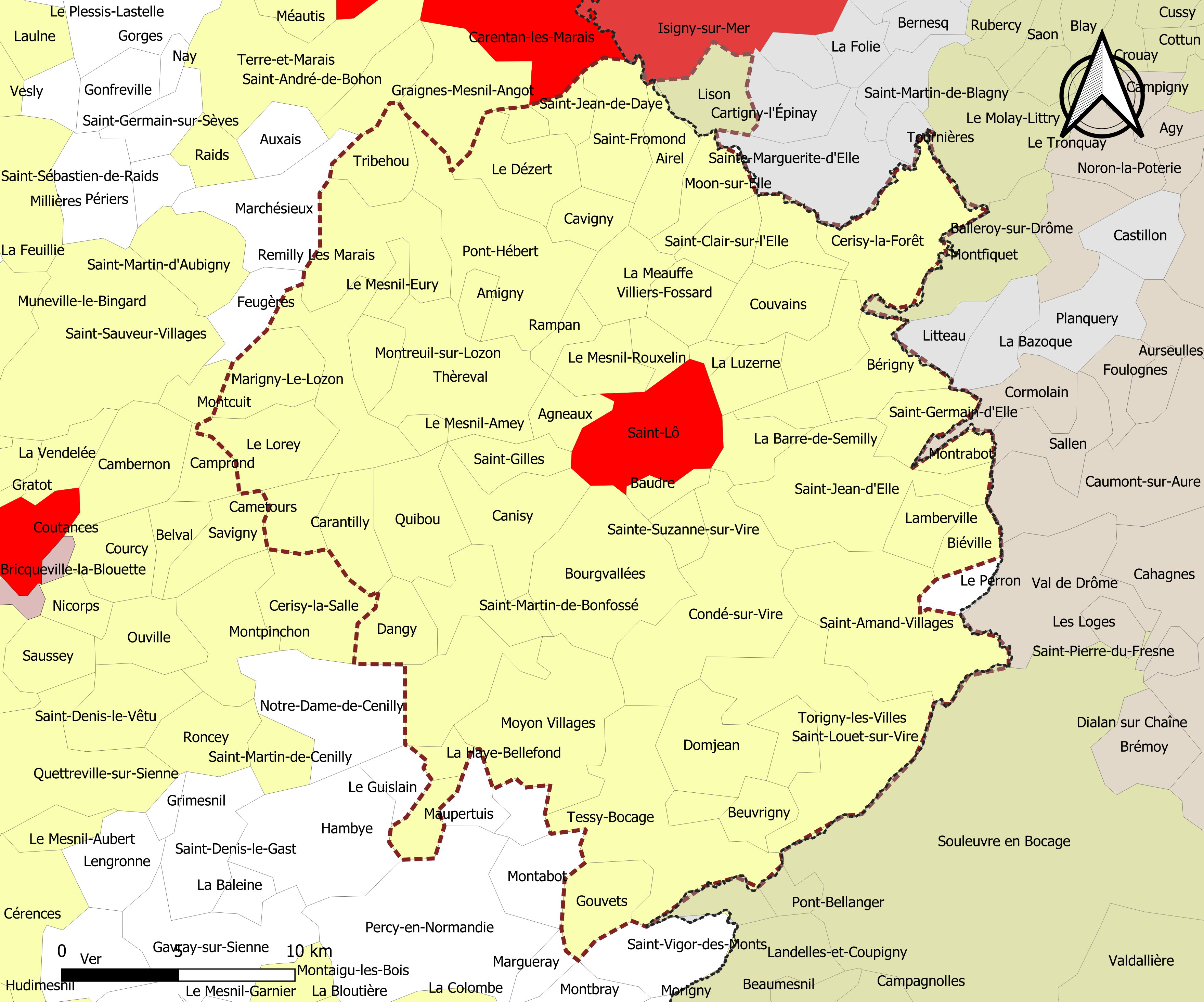
Carte de l'aire d'attraction de Saint-Lô.
Commune-centre
Commune de la couronne

### Composition communale
| Catégorie               | Département | Communes | Communes |
| Catégorie               | Département | Nombre   | Libellé |
| ----------------------- | ----------- | -------- | --- |
| Commune-centre          | Manche      | 1        | Saint-Lô. |
| Communes de la couronne | Manche      | 61       | Agneaux, Airel, Amigny, La Barre-de-Semilly, Baudre, Bérigny, Beuvrigny, Biéville, Cametours, Canisy, Carantilly, Cavigny, Cerisy-la-Forêt, Condé-sur-Vire, Couvains, Dangy, Le Dézert, Domjean, Fourneaux, Gouvets, Hauteville-la-Guichard, La Haye-Bellefond, Thèreval, Lamberville, Le Lorey, La Luzerne, Marigny-Le-Lozon, Maupertuis, La Meauffe, Le Mesnil-Amey, Le Mesnil-Eury, Le Mesnil-Rouxelin, Le Mesnil-Véneron, Montrabot, Montreuil-sur-Lozon, Moon-sur-Elle, Moyon Villages, Pont-Hébert, Quibou, Rampan, Remilly Les Marais, Saint-Amand-Villages, Saint-André-de-l'Épine, Saint-Clair-sur-l'Elle, Saint-Fromond, Saint-Georges-d'Elle, Saint-Georges-Montcocq, Saint-Germain-d'Elle, Saint-Gilles, Saint-Jean-de-Daye, Saint-Jean-de-Savigny, Saint-Jean-d'Elle, Saint-Louet-sur-Vire, Saint-Martin-de-Bonfossé, Saint-Pierre-de-Semilly, Bourgvallées, Sainte-Suzanne-sur-Vire, Tessy-Bocage, Torigny-les-Villes, Tribehou, Villiers-Fossard. |
| Communes de la couronne | Calvados    | 1        | Lison. |